# Sestreatîn, Radîvîliv
Sestreatîn (în ucraineană Сестрятин) este localitatea de reședință a comunei Sestreatîn din raionul Radîvîliv, regiunea Rivne, Ucraina.

## Demografie
Componența lingvistică a localității Sestreatîn
     Ucraineană (99,27%)
     Alte limbi (0,73%)
Conform recensământului din 2001, majoritatea populației localității Sestreatîn era vorbitoare de ucraineană (99,27%), existând în minoritate și vorbitori de alte limbi.